# Депозитарная ячейка

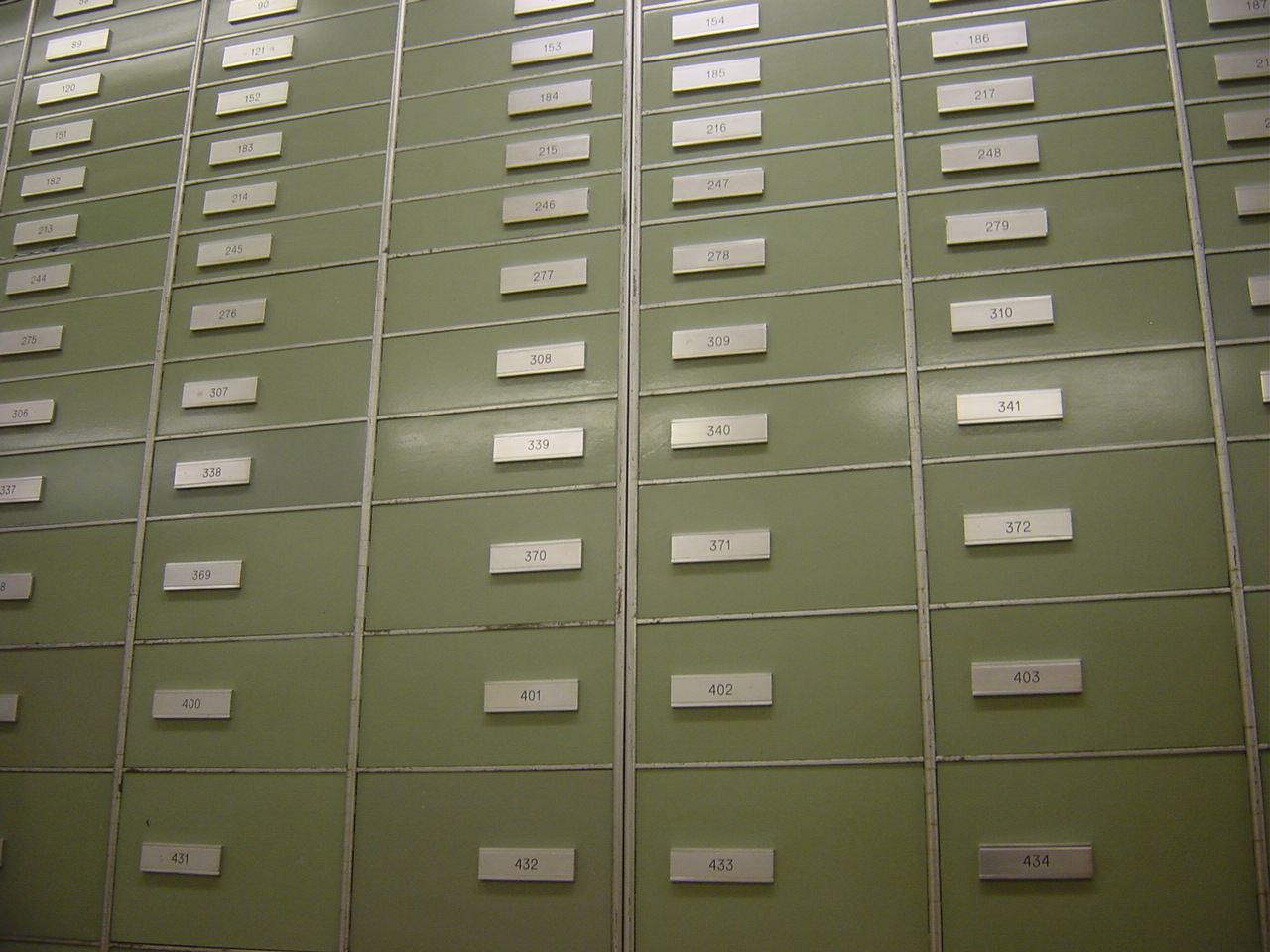
Депозитарные ячейки в одном из швейцарских банков

Депозитарная ячейка (банковская ячейка, индивидуальный банковский сейф, абонементный сейф) — сейф в банке, сдаваемый клиентам внаём с целью хранения ценностей: денег, ценных бумаг, вещей и документов.

## Устройство
Депозитарные ячейки размещаются в специально предназначенном защищённом охранными системами помещении банка (депозитарии).
Депозитарная ячейка обычно оснащается двумя замками, ключи от которых находятся, соответственно, у клиента и в банке, поэтому открыть ячейку могут только совместно клиент и банковский служащий.

## Особенности
Хранение в сейфе обеспечивает полную конфиденциальность, поскольку банк не проверяет имущество, которое хранится в сейфе, и гарантирует тайну вложения. Вместе с тем, банк предупреждает клиента о недопустимости помещения в ячейку запрещённых к хранению предметов.
Каждое открытие сейфа обычно регистрируется в специальном журнале.
Служба безопасности банка предъявляет жесткие требования к лицам, которые желают попасть в помещение с ячейками. Эти правила применимы как к арендаторам, так и к банковским работникам. Последние должны иметь специальное разрешение и предъявлять его по первому требованию.

## Использование
Депозитарные ячейки в России нередко используются для проведения платежей по сделкам с недвижимостью примерно по следующей схеме. Покупатель заключает с банком договор аренды ячейки на месяц-полтора и закладывает в ячейку деньги. После завершения регистрации сделки продавец предъявляет в банк паспорт, зарегистрированный договор купли-продажи и иные документы, установленные соглашением сторон, и забирает деньги. Если сделка не завершена, то покупатель вправе изъять размещенные деньги из депозитария по завершении периода пользования.
Содержимое сейфов может быть изъято, если оно будет признано бесхозным. Ячейки также могут быть подвергнуты обыску, а их содержимое ― аресту согласно постановлению суда.

## Современная распространённость
В Соединённых Штатах, как, впрочем, и во многих других странах, сдача внаём клиентам банковских ячеек считается «устаревшей услугой». Многие вновь открываемые отделения банков вовсе отказываются от их установки. На протяжении XX века, однако, эта услуга была куда более распространённой и респектабельной; но уже в XXI веке используемое банком пространство возросло в цене благодаря растущей стоимости земли и арендной платы, поэтому установка большого количества сейфов перестала быть столь выгодной. Многие банки считают данную услугу вспомогательной по отношению к основным направлениям основного бизнеса. Кроме того, несмотря на то, что общественность в США считает сейфы очень надёжными, у американских банков на самом деле практически нет стимулов к тому, чтобы гарантировать сохранность вещей; в США нет федеральных законов, регулирующих этот вопрос и которые требовали бы выплаты компенсации клиентам, если находящееся там имущество было украдено или уничтожено.